# آلبرتو بوری
آلبرتو بوری (به ایتالیایی: Alberto Buri) نقاش و مجسمه‌ساز ایتالیایی در ۱۲ مارس ۱۹۱۵درشهر چیتا دی کاستلو زاده شد.

## زندگی‌نامه
آلبرتو بوری نقاش و مجسمه‌ساز ایتالیایی در ۱۲ مارس ۱۹۱۵درشهرچیتا دی کاستلو به دنیا آمد. در سال ۱۹۴۰ مدرک پزشکی خود را از دانشگاه دانشگاه پروجا دریافت کرد. در ۱۲ اکتبر ۱۹۴۰ دو روز بعد از آنکه ایتالیا وارد جنگ جهانی دوم شد به عنوان پزشک به ارتش فرا خوانده شد. بعد از آنکه اردوگاه نظامی آن‌ها در شمال آفریقا در سال ۱۹۴۴ اشغال گردید آلبرتو بوری به اردوگاه زندانیان جنگی Howze در تکزاس فرستاده شد و او در همان‌جا شروع به نقاشی بر روی پارچه‌های کرباس کرد.

## زندگی‌نامه هنری

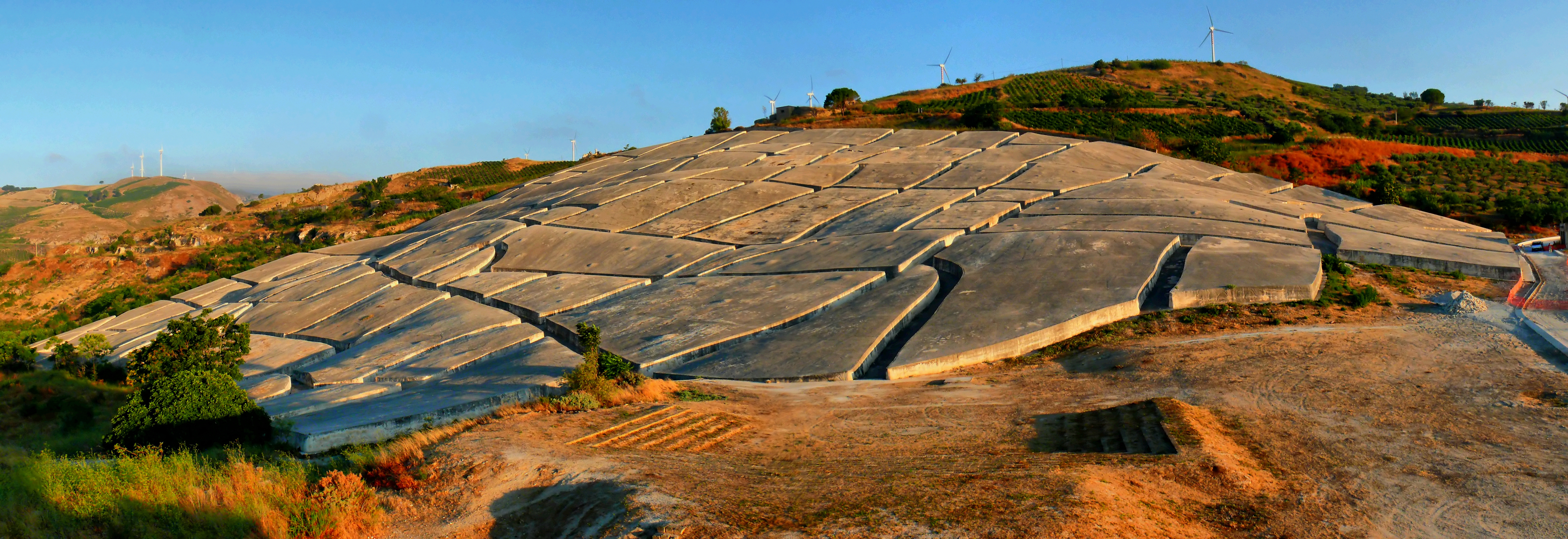
نقاشی معروف آلبرتو بوری

نقاشیهای آغازین او نمای بیابانهایی بودند که از اردوگاه زندان نمایان بود و طبیعت بی‌جانهایی که با استفاده از رنگها و بومهایی که توسط (به انگلیسی: YNCA)در دسترسش قرار می‌گرفت کار شده‌اند. چنانچه میلتون گندل در مقالهٔ منتشر شده در آرت نیوز در سال ۱۹۵۹ می‌گوید: «در وهلهٔ نخست او فیگورها و مناظر دلتنگ‌کننده را می‌کشید». او پارچه‌های کهنهٔ کرباس را جمع‌آوری و آن‌ها را هنگام بازگشت به ایتالیا با خود آورده بود و به جای پارچهٔ بوم از آن استفاده می‌کرد. کرباس به عنوان یک نماد جنگ ماده‌ای بود ارزان و دردسترس و برای ساخت چادر، کیسه‌های گونی پر شده از شن در طی دوران جنگ از آن استفاده می‌شد.
. بعد از آزادیش در سال ۱۹۴۶ اوبه رم نقل مکان کرد تا به عنوان یک هنرمند علی‌رغم مخالفت فامیل و دوستانش شغل تمام وقتی برای خود مهیا کند. او سرانجام به به پسر عموی که موسیقیدان و تنها حامی او بود ملحق شد و با کمکش توانست به حلقه‌های هنری رم دسترسی یابد. به هر حال او هنرمندی منفرد بود که بی‌وقفه کار می‌کرد. میلتون گندلمنتقد هنری آمریکایی که در رم زندگی می‌کرد در سال ۱۹۵۴ در بازدید از استودیو او فضای آن را چنین توصیف کرده‌است:دیوارهای ضخیم، شسته و رفته، تمیز و زاهدانه، کارهایش خون و پوست، پارچه‌های قرمز برآمده و وفادار به زخمهای جنگی است که شاهد آن بوده‌است. ”
بوری متأثر از آثار انریکو پرمپولینی بود. مشارکت او در جنبش دادا و سورئالیسم رویکرد هنری او را بدین سو شکل بخشید. تأثیرات شیوه استفادهٔ رنگ
انریکو پرمپولینی شیوهٔ انتزاعی آثارش و تکنیک‌های طراحی صحنه این نقاش در آثار بوری به وضوح نمایان است. بوری همچنین علاقه‌مند به ایدهٔ poly materialism ایتالیایی بود توانایی ارائهٔ یک کار هنری با مواد مختلف. بوری به منظور یافتن راه حلی برای برداشتن موانع نقاشی بر روی سطح صاف در سال ۱۹۴۹ به پاریس سفر کرد و با پل کلی (نقاش) ،ژان آرپ و خوان میرو ملاقات نمود. تجارب بلند مدت آرپ در خلق نقوش برجسته تأثیرات ماندگاری بر بوری که بعد از بازگشتش به از پاریس شروع به کار بر نقوش برجسته بزرگ بر دیوار نمود گذاشت.
بوری از اواخر سال ۱۹۴۹ شروع به آزمودن کار بر روی مواد نا مرسومی چون کرباس، کنف، چوب، پلاستیک، اکسید آهن، چسبهای پی وی سی و قیر نمود. در اواسط سال ۱۹۵۰ او چوب سوخته را وارد کارهای پارچه‌های کرباس خود کرد که قراضه‌های ورقه‌های آهن و همچنین ورقه‌های شفاف پلاستیک رنگی بر روی آن چسبانده شده بود. از سال ۱۹۷۹ خلق نقاشیهای ترک خورده خود را آغاز نمود. از سال۱۹۷۹ تا سال ۱۹۹۹ مجموعه‌ای از آثاری را خلق کرد که با مادهٔ صنعتی عایق سلوتکس کار شده بود.

## شیوه‌های مختلف
آلبرتو بوری با روش‌های خاصی خلق آثار اولیه خود را با ساکی Sacchi تجربه کرده‌است. روش‌های او شامل بریدن، پاره کردن و کشیدن تارهای پارچه‌های کرباس بود که اغلب سوراخ شده بودند. ساکی‌های بریده، پاره شده و دوخته شده او از نظر بسیاری از هم هم دورانی‌های خود گذشتهٔ دردناک ایتالیا را تجلی کرده‌اند، فجایع جنگ جهانی دوم. همچنین برخی آن را بازتاب بحرانهای بعد از جنگ جهانی دوم می‌دانند.
سطوح پارچهٔ کرباس همچنین تجلی زخمهایی است که سپس دوخته و بخیه خورده‌اند. تجارب بوری به عنوان پزشک مناطق جنگی روند پویای زخم و بهبودی را در سطوح پارچه‌ها ی کرباس متجلی کرده‌است. از بسیاری جهات این آثار استعاره‌ای برای پوست انسان می‌باشند که هم‌زمان تحت فرایند زحمی شدن و شفا یافتن واقع می‌شود. از سویی دیگر اثر هنری به علت مادیت خشن پارچهٔ کرباس متحول شده‌است. آثار بوری با انواع مختلف بخیه‌ها پوشانده شده‌اند. گاهی آن مانند بخیه‌های با دست دوخته شده یک جراح و گاهی کوکهایی که با ماشین دوخته شده‌اند نمایان می‌شوند.
از سال ۱۹۵۲ او گونیهای کنفی کامل و لباسهای پوشیده شده را وارد سطوح کار خود کرد و به تدریج توجه خود را به کیفیت و ماهیت این مواد مورد استفاده روزانه متمرکز کرد چنانکه خود می‌گفت:به عنوان سطوح، به عنوان مواد، به عنوان یک انگاره که در سطوح کاری او جای‌سازی می‌شدند. در این کارها رنگها، بافت، ضخامت و میزان کدری و شفافیت در وهلهٔ نخست و پارگی مواد، تارهای دریده شده و مندرس بودن آن‌ها علائمی بودند که با تبدیل شدن به فرم و ساختمان اثر جای ضربات قلم مو را می‌گرفتند. این عملکرد تصویری جداگانه‌ای بود که بر روی سطوح رنگ شدهٔ قرمز یا سیاه هم دست جای داده می‌شد. این گونیها موادی شدند که در تشکیل کمپوزیسیونهای سخت فضایی او همواره جزء سازه‌های ثابت مورد علاقهٔ او در تجارب خود باقی ماندند.

## نمایشگاه‌ها
در سال ۱۹۵۴ آثارش در نمایشگاه گروهی هنرمند جوان‌تر اروپایی در موزه گوگنهایم نیویورک به نمایش درآمد.
اولین نمایشگاه مروری از آثارش در سال ۱۹۶۳ در موزهٔ هنرهای زیبای هوستون بر پا گردید. هچنین در سال ۲۰۱۵ موزه گوگنهایم نیویورک نمایشگاه مروری جامعی از کارهایش با عنوان (به انگلیسی The trauma of painting) بر پا داشته‌است.

## جوایز و افتخارات
مقام سوم در نمایشگاه کارنگی اینترنشنال ، پیتسبورگ در ۱۹۶۰ میلادی.
دریافت جایزه Premio dell’Ariete در میلان، همچنین جایزهٔ یونسکو در دوسالانه سائوپائولو در ۱۹۵۹ میلادی. در سال ۱۹۹۴ او نشان شایستگی از جمهوری ایتالیا را دریافت نموده‌است. در ۱۹۶۰ میلادی نمایشگاه انفرادی هنر بوری در دوسالانه ونیز به نمایش گذاشته شد جایی‌که در آن جایزه منتقدان به وی اهدا شد.
همچنین در زادگاهش موزهٔ دائمی از کارهایش دایر گردیده است.

## وفات
آلبرتو بوری در سال ۱۹۹۵در اثر نارسایی تنفسی در شهر نیس فرانسه در گذشت.